# Milan Susak
Milan Susak (Fairfield, 29 gennaio 1984) è un calciatore australiano, difensore dell'East Bengal.

## Carriera
Cresciuto calcisticamente nell’Olympic Sharks, con cui non colleziona presenze ufficiali, Susak si trasferisce nel 2002 alla squadra serba del FK Vojvodina. Durante la sua permanenza viene ceduto in prestito prima al FK Veternik e successivamente al FK ČSK Pivara, maturando esperienza nei campionati minori.
Nel 2007 torna in Australia per vestire la maglia dell’Adelaide United, con cui disputa una stagione nella A-League prima di passare ai tedeschi dello SpVgg Unterhaching, militante in 3. Liga. Dopo due stagioni in Germania, nel 2010 torna in patria al Brisbane Roar, contribuendo alla vittoria del campionato australiano.
Nel 2011 gioca brevemente con i Minangkabau FC in Indonesia, per poi fare ritorno all’Adelaide United. Successivamente inizia una serie di esperienze internazionali che lo portano a vestire le maglie del Tianjin Teda in Cina, del Sepahan in Iran, dell’Al-Wasl negli Emirati Arabi Uniti e infine dell’East Bengal in India, sua ultima squadra conosciuta.